# Lisa Eilbacher
Lisa Eilbacher (ur. 5 maja 1956) – amerykańska aktorka.
Eilbacher urodziła się w Dhahranie w Arabii Saudyjskiej. Wychowała się we Francji. Jej mężem jest fotograf Brad May. Lisa ma jedną siostrę Cindy, która też jest aktorką.
Grać zaczęła już jako dziecko. W latach 80. jej kariera rozwinęła się, wystąpiła między innymi w filmach Oficer i dżentelmen i Gliniarz z Beverly Hills. Wystąpiła też w miniserialu Wichry wojny i Strefie mroku. Od połowy lat 90. grywa rzadko.